# Landari, Dîkanka
Landari (în ucraineană Ландарі) este un sat în comuna Andriivka din raionul Dîkanka, regiunea Poltava, Ucraina.

## Demografie
Componența lingvistică a localității Landari
     Ucraineană (98,35%)
     Rusă (1,65%)
Conform recensământului din 2001, majoritatea populației localității Landari era vorbitoare de ucraineană (98,35%), existând în minoritate și vorbitori de rusă (1,65%).